# Museu Letó d'Art Estranger
El Museu Letó d'Art Estranger (en letó:Ārzemju mākslas muzejs o Mākslas muzejs Rīgas Birža) és un dels més grans museus d'art de Letònia, està situat en la ciutat de Riga. Des de la seva inauguració l'any 1920 fins al 2010 el museu s'allotjava a l'ala sud del castell de Riga. L'any 2012 el museu va reobrir les seves portes a la nova seu de l'antiga Borsa de Riga.
El museu posseeix la col·lecció més gran de Letònia sobre art occidental, de l'Orient Mitjà i d'art de l'antic Egipte. Alberga obres des de 5.000 anys abans de Crist fins a l'art contemporani. Des de l'any 2010 aquest museu forma part del Museu d'Art Nacional de Letònia.